# Jane Horney

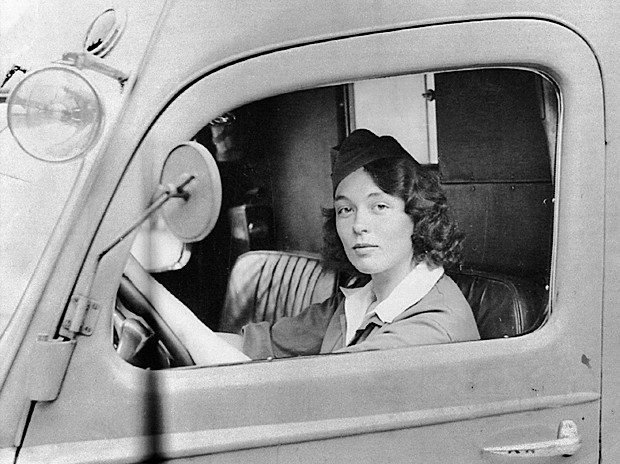
Jane Horney (1940)

„Jane“ Ebba Charlotta Horney (verheiratete Granberg) (* 8. Juli 1918; † 20. Januar 1945) war eine Schwedin, die in Dänemark als deutsche Spionin verdächtigt und vom dänischen Widerstand liquidiert wurde. Allerdings konnte ihr im Nachhinein keine Aktivität für die deutsche Abwehr oder die Gestapo nachgewiesen werden.

## Biografie
Ebba Charlotta Horney war die Tochter eines schwedischen Vaters und einer dänischen Mutter. Mit zwei jüngeren Geschwistern wuchs sie in Schweden auf, wo sie auch geboren war. Mit 14 Jahren kam sie in eine private Mädchenschule in London. 1934 nahm sie den Vornamen Jane an. Sie brach die Schule ab und arbeitete in verschiedenen Jobs. 1938 lebte sie ein halbes Jahr in Grönland und verkaufte ihre Reiseberichte an Zeitungen in Stockholm, wo sie später als Sekretärin und Journalistin arbeitete. 1939 heiratete sie den schwedischen Journalisten Herje Granberg.
Im Herbst 1941 folgte sie ihrem Mann nach Berlin, der dort als Korrespondent für die Zeitung Aftonbladet arbeitete. Horney wird als sehr gut aussehend beschrieben; sie feierte gerne und hatte viele Bekanntschaften. Das Paar ließ sich 1943 scheiden, und Horney ging nach Dänemark, wo sie bei der Skandinavischen Nachrichtenagentur in Kopenhagen angestellt war. Anschließend kehrte sie nach Schweden zurück.
Während ihres Aufenthaltes in Berlin hatte Horney Kontakte zu Diplomaten und Journalisten geknüpft, darunter der SS-Offizier Horst Gilbert, der am 14. Oktober 1944 von einer dänischen Widerstandsgruppe unter Leitung der früheren Nonne Ella von Cappeln in Kopenhagen niedergeschossen wurde und einen Monat später starb. Gilbert arbeitete in Dänemark für die deutsche Abwehr unter Wilhelm Canaris.
In Schweden wurde Horney von alliierten und schwedischen Nachrichtendiensten zu ihren deutschen Kontakten befragt. Man beschloss, sie als Spionin einzusetzen, da sie keinerlei Skrupel habe, sich mit deutschen Agenten einzulassen. Sie arbeitete unter dem Decknamen Eskimå für den schwedischen militärischen Nachrichtendienst.
Spätestens 1944 geriet Jane Horney ins Visier des dänischen Widerstands, der sie für eine deutsche Spionin hielt. Es wurde beschlossen, sie zu liquidieren. Zwei Angehörige des dänischen Widerstands reisten nach Kopenhagen, um Horney nach Dänemark zu locken, damit eine dänische Liquidation auf schwedischem Boden vermieden werde. Mit einer vorgetäuschten Liebesbeziehung gelang es ihnen, mit Horney nach Malmö zu reisen, um von dort mit einem Fischerboot nach Dänemark überzusetzen. Am Morgen des 20. Januar 1945 wurde Horney wahrscheinlich auf dem Boot erschossen und mit Ketten beschwert ins Meer geworfen.

## Nachforschungen
Nach Kriegsende ging Horneys Vater zur Polizei, um den Fall klären zu lassen. Für die dänischen Behörden war Jane Horney eine deutsche Spionin. Von den schwedischen Behörden wurde dies bezweifelt. Für die Deutschen war sie eine britische oder russische Agentin. Es gab widersprüchliche Aussagen, Widerrufe, sogar Morde an Zeugen; eine vollständige Aufklärung fehlt bis heute.
Gerüchteweise soll Horney nicht ermordet worden sein. Sie soll in England als Agentin gearbeitet haben und 2003 gestorben sein. Einem anderen Gerücht zufolge sei Horneys Tod vorgetäuscht worden, damit sie an geheimen Aktionen teilnehmen konnte, Mitglieder der dänischen königlichen Familie nach Schweden in Sicherheit zu bringen. Zudem sei Jane Horney ein Pseudonym für Janina Radziwill-Hamilton, Tochter von Graf Michael Jacek Radziwill-Hamilton. Nach diesem Gerücht starb Horney am 3. April 2003 mit 84 Jahren in London an einem Herzinfarkt.

## Literarische und filmische Bearbeitung
- 1985: dänische Fernsehserie Jane Horney von Lars Simonsen.[5]
- 2007: Erik Nørgaard: Jane Horney. Gylendal, ISBN=9788702056983.[6]
- 2014: Jan Bergman: Sekreterarklubben, Norstedts, ISBN=9789113057835.[7]